# Concierto para clave (Falla)

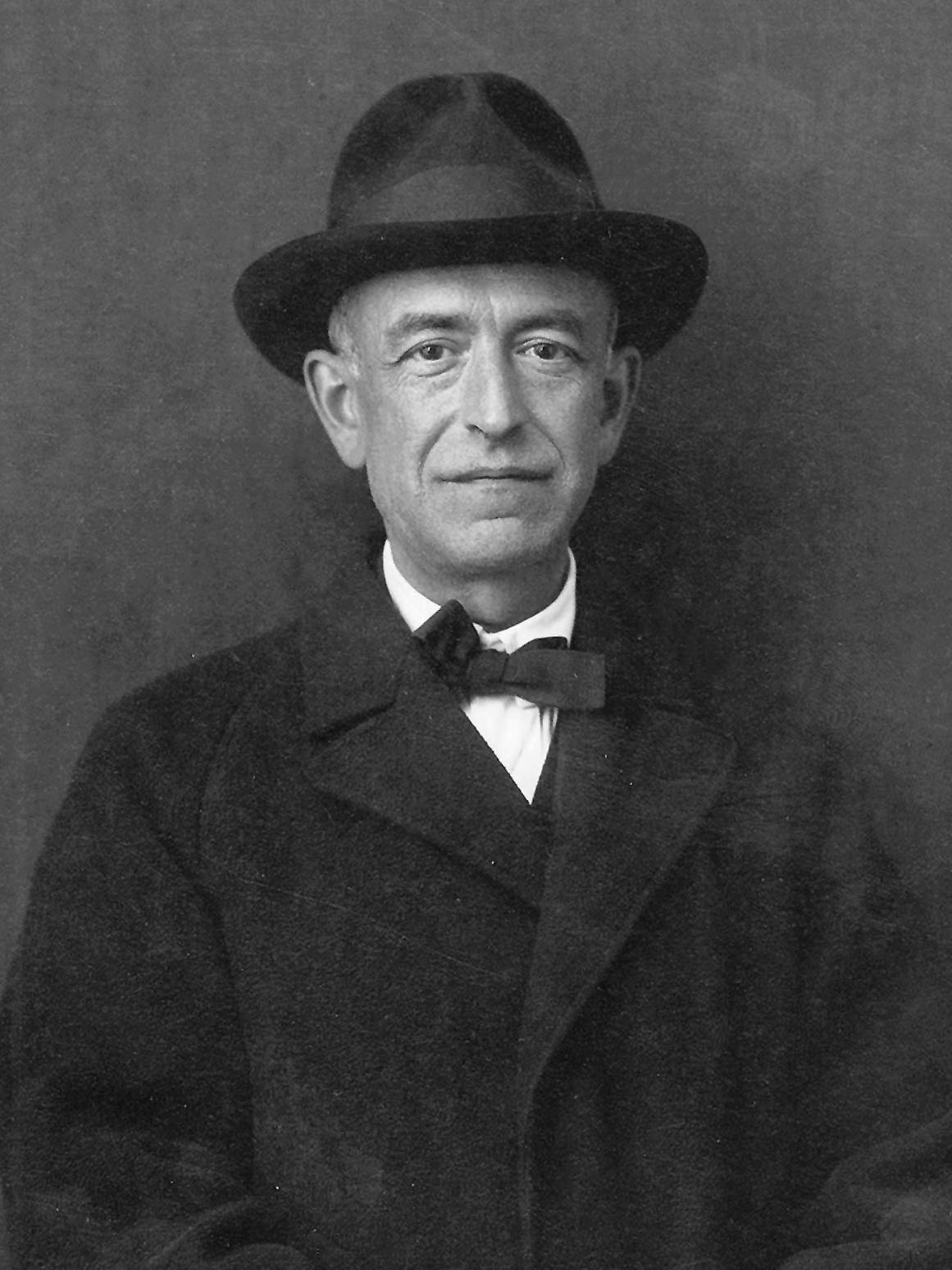
Manuel de Falla

El Concierto para clavecín, flauta, oboe, clarinete, violín y violonchelo es un concierto de cámara para clavecín y conjunto de cámara del compositor español Manuel de Falla entre 1923 y 1926. Fue compuesto para Wanda Landowska, dedicataria de la obra y clavecinista del estreno.

## Historia
Falla coincidió con Wanda Landowska en varias ocasiones a comienzos de la década de 1920, y tras su participación en el estreno parisino de El retablo de Maese Pedro, en junio de 1923, decidió componer un concierto para ella. Aunque nunca hubo un encargo como tal, la composición comenzó en octubre de 1923, pero los trabajos avanzaron lentamente. Landowska en un principio programó la pieza para la temporada 1923-24. Cuando Falla se dio cuenta de que le iba a ser imposible cumplir con el plazo, Landowska habló con Leopold Stokowski para tocarlo durante la temporada 1924-25 de la Orquesta de Filadelfia, pero de nuevo Falla no pudo terminar la obra en el tiempo. El estreno tuvo lugar finalmente en Barcelona el 5 de noviembre de 1926, seguida de interpretaciones en Siena, Nueva York y Boston.
Este concierto fue el último trabajo a gran escala que Falla completó. Aunque hay varias piezas posteriores en su catálogo que son importantes por su contenido, ninguna dura más de diez minutos, y su último proyecto, la monumental ópera-oratorio Atlántida, en la que trabajó durante veinte años, quedó inconclusa a su muerte.
Es considerado generalmente como un ejemplo de una forma de neoclasicismo místico (enraizada por así decirlo en la tradición religiosa española), severa y ascética (opuesto al «frívolo» neoclasicismo de Ígor Stravinski).

## Análisis
La obra consta de tres movimientos:
- I: Allegro
- II: Lento (giubiloso ed energico)
- III: Vivace (flessibile, scherzando)

Existen numerosos documentos que facilitan la comprensión de la lenta, meticulosa evolución creativa y también de la estructura de la obra. Por un lado, la extensa correspondencia entre Wanda Landowska y Falla del periodo 1922-30, y por otro lado, numerosos bocetos, esbozos, y las etapas intermedias de la partitura que se conservan en el Archivo Manuel de Falla y el Archivo Valentín Ruiz-Aznar, ambos ubicados en Granada.
El segundo movimiento contiene al final la inscripción "A. Do. MCMXXVI—In festo Corporis Christi», a pesar de que el compositor dijo que la fecha era «cuestión de puro azar».